# Василь Борейкович
Василь Борейкович (ст.-укр. Васили Бореикович, рос. Василей Борѣйковъ, нім. Waissil Boreiken son, Wayssel filius Boreyken, лит. Bazilius Bareikaitis) — литовський боярин XIV віку. 
Найімовірніше, він був православним, однак його батько, схоже, як і чимало інших балтських нобілів до хрещення Литви в 1386–87 роках, тримавсь язичництва, а відтак став католиком. Історики Рімвідас Петраускас й Олег Ліцкевич ототожнюють Василевих родителів з Петром та Анною Борейками (лат. Petrum alias Boreyko cum vxore sua Anna), що їх незнана ближче донька, дружина боярина Олехна N, вписала у календар віленських францисканців середини XV століття. В акті віленсько-радомської унії (18 січня 1401) подибується ім'я брата Стригівіла (лат. Strigiwil Boreiconis).  
На початку 1393 р. боярин поспіл з троцьким старостою Гінівілом розгромив військо князя Корибута Ольгердовича у битві «на Недокудовѣ», а після здобуття Вітовтом Смоленська 28 вересня 1395 став намісником міста (укупі із Ямонтом Толунтовичем). Востаннє згадується свідком Салінського договору (1398), — без посади, однак на досить високій позиції порівняно із рештою.  
В певних редакціях «Родословия литовских князей», зладжених у перші десятиліття XVI сторіччя, стверджується, що за часів Гедиміна жив неякийсь Борейко, рядник великого князя тверського Олександра Михайловича, котрого той відрядив на Волинь і Київщину, аби забрати одтіль вижилих після Батиєвого нашестя, «бе бо муж храбр зело». За припущенням дослідника Олега Латишонка, дана легенда первісно виникла на смоленському ґрунті, а Борейка її перелицюватель Спиридон-Сава включив в текст літопису як предка Василя. Либонь, взоруючись на неї хроніст Мацей Стрийковський у своїй неоприлюдненій поемі «О початках...» виклав іншу оповідку — про те, як однойменний жемайтський боярин, мнимий родоначальник Ходкевичів, став на герць із татарським воїном-велетом й одолів того, завдяки чому звільнив підначальні Гедимінові руські землі від сплати гарачу заволзькому ханові; цю подію Стрийковський датує 1306 годом. Розуміється, твердого фактичного підложжя під собою обидва сказання не мають. 